# Benny Poulsen

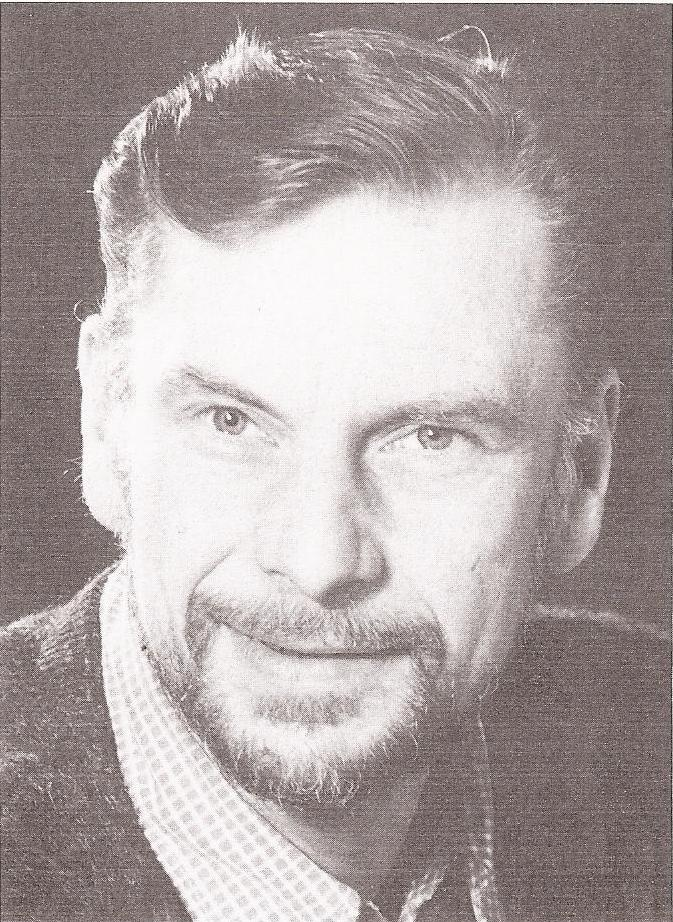
Benny Poulsen.

Benny Poulsen, född den 11 augusti 1942, död den 21 juli 2004, var en dansk skådespelare. Han har förutom i film, haft roller på Odense Teater, Det Danske Teater, Aarhus Teater och Det Kongelige Teater. 
År 1972 fick han en son med skådespelerskan Charlotte Neergaard. År 1996 gifte han sig med skådespelerskan Grethe Holmer.

## Filmografi
- 1978 - Vinterbørn
- 1981 - Historien om Kim Skov
- 1987 - Hipp hurra!
- 1990 - Springflod
- 1990 - Europa
- 1995 - Hundarna i Riga